# Storfurstendömet Litauen

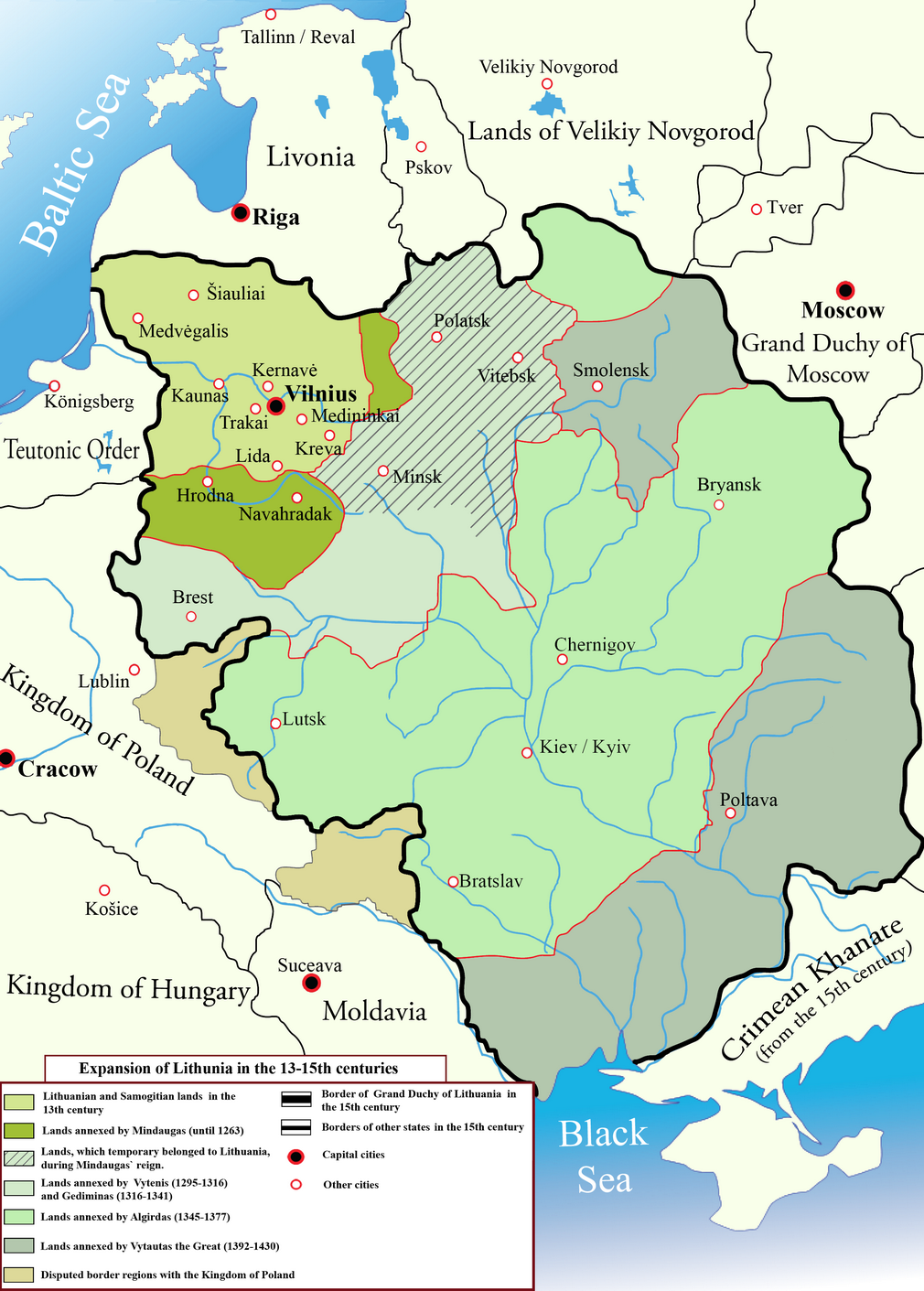
Litauens utbredning under 1200- till 1400-talen

Storfurstendömet Litauen var en medeltida stormakt som uppstod under 1200-1300-talen. Furstendömet uppstod i södra Baltikum och expanderade mot söder och öster. Tidvis sträckte det sig från Östersjön till Svarta Havet. Furstendömet hade nära samarbeten med Polen inom Polsk-litauiska samväldet. Staten upplöstes 1795.

## Bakgrund
Som statligt organiserade framträdde litauerna i historiens ljus först i mitten av 1200-talet under sin furste Mindaugas I. De hade då ännu inte kristnats, men redan börjat utbreda sitt välde över de västryska stammar, vars språk så småningom skulle uttränga deras eget. Å andra sidan hotades de av de tyska ordensriddarnas krigiska mission från Preussen och Livland liksom av det småningom konsoliderade Polen och av tatarerna.
Under Gediminas regering i början av 1300-talet samlades Litauens krafter till fortsatt expansion åt öster och söder, men rikets delning mellan hans söner, bland vilka må nämnas Algirdas och Kęstutis, medförde inre stridigheter, fortsatta ännu sedan den förre erkänts som storfurste och återupptagit sin faders politik.
Litauiskan hade inget eget skriftspråk eller litteratur vid denna tid och i takt med att östslaviska områden erövrades började den litauiska staten använda kanslirutenska som administrativt språk.

## Expansion och union med Polen

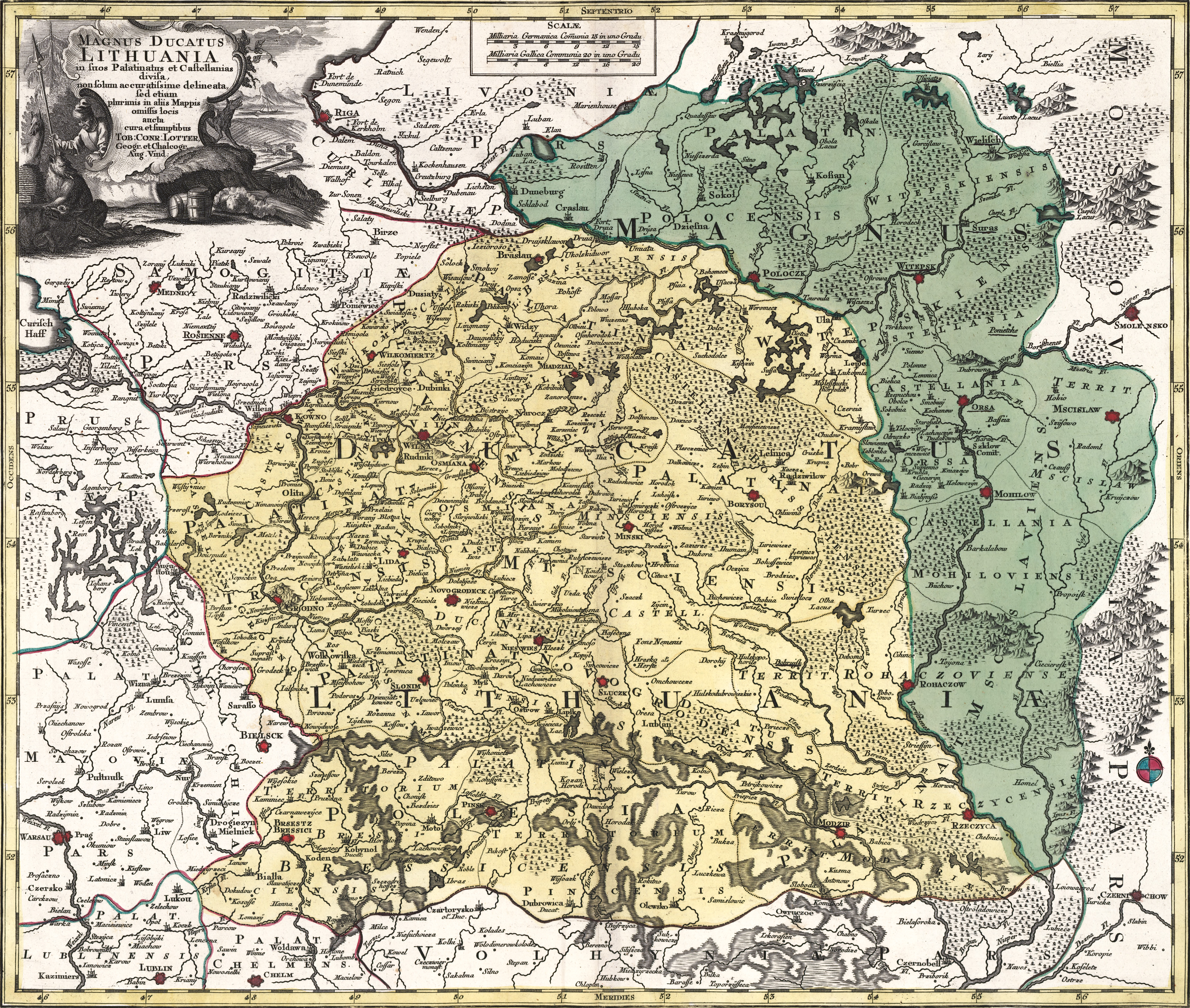
Magnus Ducatus Lithuania, Tobias Lotter, 1780

Litauens historia är i det följande, från en synpunkt sett, en strid mellan Algirdas och Kęstutis arvingar. Efter Algirdas död blev hans son Jagello storfurste, och genom dennes kristnande (under namnet Vladislav), hans giftermål med den polska prinsessan Hedvig och val till Polens konung (1386) inleddes Litauens och Polens union och Litauens införlivande med det västerländska kyrkosamfundet.
I samband med att den litauiska unionen med Polen befästes övergick den litauiska adeln till att både tala och skriva polska, medan det litauiska språket fortsatte att leva på landsbygden i den nordvästra delen av storfurstendömet. Kanslirutenskan behöll dock sin ställning som administrativt språk.
Det första romerska biskopsdömet förlades till Vilna (1387), det andra till Miedniki i Samogitien (1417), där hedendomen dock länge levde kvar. Å andra sidan vann den grekiska bekännelsen stor spridning bland rikets ryska befolkning, särskilt de lägre folklagren.
Litauen förblev för övrigt ett till Gediminids ätt knutet arvrike, men för att trygga dess förening med Polen ingick de båda ländernas magnater en rad unionsavtal (1401, 1413, 1499, 1501), närmast avseende gemensamt kungaval. Litauen åtnjöt tidvis full självstyrelse under egna storfurstar, men under erkännande av den polske kungens överhöghet. På Vladislavs tid kom det till en sålunda organiserad samregering mellan denne och Keistuts son Vytautas som Litauens storfurste.
I den fortsatta kampen mot Tyska orden vann dessa genom segern vid Tannenberg (1410) en stor framgång, och freden i Thorn lämnade det omstridda Samogitien i storfurstens hand; senare strider ändrade ej detta resultat. Efter Vytautas död (1430) usurperades storfurstevärdigheten av Vladislavs yngre bror Švitrigaila, som särskilt sökte anslutning till den grekiska kyrkan, men då Polen grep till vapen för unionens hävdande, inleddes en långvarig kamp, som ytterligare invecklades därigenom, att Vytautas bror Sigismund (Keistutovitj) framträdde som pretendent och gynnades av det romersk-katolska partiet.
Sigismund undanträngde Švitrigaila, som behöll endast Volynien och Kiev, men hans hårdhänta regemente slutade med hans mord (1440), varefter kronan med undanskjutande av hans ätt övergick till Vladislavs yngre son, den omyndige Kasimir, medan åter Polen tillfallit dennes äldre bror Vladislav III. Efter den senares försvinnande i slaget vid Varna mottog Kasimir anbudet av också Polens krona, men hans litauiska förmyndare, som företrädesvis sökte utbygga Litauens välde på den ryska sidan, ställde vissa villkor för den föreslagna nya unionen; särskilt gjorde man för Litauens del anspråk på de omstridda landskapen Volynien och Podolien. På sådant villkor avslöts också unionen (1446), men Kasimir måste ge den litauiska adeln en edlig förbindelse, som tryggade Litauens område mot avsöndring och tillförsäkrade ständerna vissa rättsliga och ekonomiska privilegier. Frågan om Volyniens och Podoliens ställning förblev dock ett tvisteämne mellan rikena, och Litauen höll sig undan från varje deltagande i det 1454 utbrytande stora kriget mot Tyska orden.
Kasimirs regering stördes f.ö., utom av uppror och tatariska infall, särskilt av det vanskliga förhållandet till det småningom samlade Moskvariket, som börjat attrahera det östra Litauens ortodoxa. Efter hans död (1492) överlämnade litauerna tronen åt hans son Alexander (mot ett uttryckligt bekräftande av deras privilegier), medan åter polackerna valde hans äldre broder Johan I Albrekt.
Förhållandet till Ryssland blev från denna tid allt fientligare, och Alexanders giftermål med storfurst Vasilijs dotter Helena förde endast till konfessionella slitningar; motsatsen till Ryssland ledde f.ö. till ett närmande mellan Litauen och dess tidigare fiender, Tyska orden i Livland och tatarerna.
Efter Jan Albrekts död (1501) förenades Litauen åter med Polen under Alexanders fortsatta regering, och unionen bestod under dennes bror Sigismund (1506-48). Litauen kom i öppet krig med Ryssland, vars storfurste eftertraktade Smolensk, men den litauiska härens seger vid Orsja (1514) stäckte tills vidare dessa planer. Sigismunds regering i Litauen utmärktes f. ö av ett relativt lugn; hans son Sigismund II August erkändes 1522 som Litauens storfurste, bosatte sig (1544) i Vilna och ingick (sitt andra) äktenskap med en litauisk adelsdam, Barbara Radziwill.
Den livländska ordensstatens upplösning efter Ivan IV av Rysslands angrepp på 1550-talet gav honom tillfälle till en åt detta håll riktad expansionspolitik. Genom fördrag av 1559 och 1561 gav sig större delen av Livlands ständer under hans lydnad, men motsatte sig landets förening med Litauen, emedan de ville vara försäkrade jämväl om Polens skydd mot ryssarna. Det sålunda utkrävda gemensamma ansvaret för Livlands försvar bidrog att inom de båda rikena skapa stämning för en verklig, i gemensamma institutioner uttryckt union dem emellan, och det 1563 utbrytande kriget med Ryssland stärkte deras solidaritet.

## Sammansmältning med Polen
Efter långvariga förhandlingar kom unionen till stånd i Lublin 1569; därigenom infördes (sedan Sigismund August redan tidigare avstått sin arvsrätt till Litauen) gemensamt konungaval, gemensam senat och riksdag, men vartdera riket ("kronan Polen" och "storfurstendömet Litauen") behöll sina särskilda riksämbeten och sin inre ordning. Det betydde vid sådant förhållande mindre, att de omstridda landskapen Volynien, Podolien och Podlasien trots litauernas protest införlivades med den polska rikshalvan. Från 1569 uppgår Litauens historia på visst sätt i Polens.
Sedan 1400-talet hade Litauens statsskick, kodifierat framför allt i "statuten" av 1529 och 1566, utbildats i starkt beroende av polska förebilder. Sedan 1413 genomfördes rikets indelning i vojvodskap, i början två (kring de äldsta städerna Vilna och Troki), men från 1569 tio; under 1500-talets lopp organiserades förvaltningen i riksämbeten efter polskt mönster (kansler, underkansler, marskalk, hetman o.s.v.), dock med bibehållande av vissa inhemska institutioner och titlar (civun o.s.v.). Den litauiska adeln hade samtidigt genomdrivit en privilegielagstiftning, som alltmer ökade dess politiska maktställning, medan den också inåt organiserade sig efter den polska förebilden; redan 1413 blev de litauiska adelsätterna formligen adopterade av de polska och antog sålunda polska vapen. Den principiella jämbördigheten inom adeln blev dock i Litauen icke så genomförd som i Polen; ett fåtal stora ätter (som Radziwiłł, Chodkiewicz, Sapieha, Pac) besatte i regel de viktigaste ämbetena inom central- och provinsadministrationen, varigenom de också dominerade i (den från 1569 polsk-litauiska) senaten.